# Monecphora rufomaculata
Monecphora rufomaculata är en insektsart som beskrevs av Jules Ferdinand Fallou 1890. Monecphora rufomaculata ingår i släktet Monecphora och familjen spottstritar. Inga underarter finns listade i Catalogue of Life.